# Exning
Exning är en by och en civil parish i distriktet West Suffolk i Suffolk i England. Orten har 1 944 invånare.